# 卓能集團
卓能集團（英語：Cheuk Nang (Holdings) Ltd），是一家香港上市公司（港交所：0131）及地產發展商，從事物業發展。
卓能集團，前稱遠東羊毛纖維有限公司（遠東），於1963年成立，主要從事羊毛紡織品，及後才染指地產業務。由於1980年代航運業嚴重萎縮，趙世曾名下的華光海運陷入財困，故此趙世曾於1988年向亞洲證券出售名下華光地產，再購入遠東毛紡並改為現在的名稱，名下府邸「趙苑」（Villa Cecil）也從華光地產轉移至卓能，自此卓能集團活躍於香港、澳門、大中華及馬來西亞進行房地產投資開發，項目主要包括住宅，商業樓宇和出租房地產。
趙世曾是卓能集團有限公司主席兼執行董事，其女兒趙式芝（Gigi Chao）為副主席兼執行董事，其兒子趙式浩（Howard Chao）則為公司之非執行董事。
卓能寫字樓總部位於灣仔港灣道18號中環廣場4901室。
2015年7月29日卓能公布，以7.85億元，沽出灣仔卓能廣場，物業樓高32層，地盤面積約3,746平方呎，總樓面約55,622平方呎，呎價約14,113元，買家為德祥地產。

## 集團主要項目

### 香港

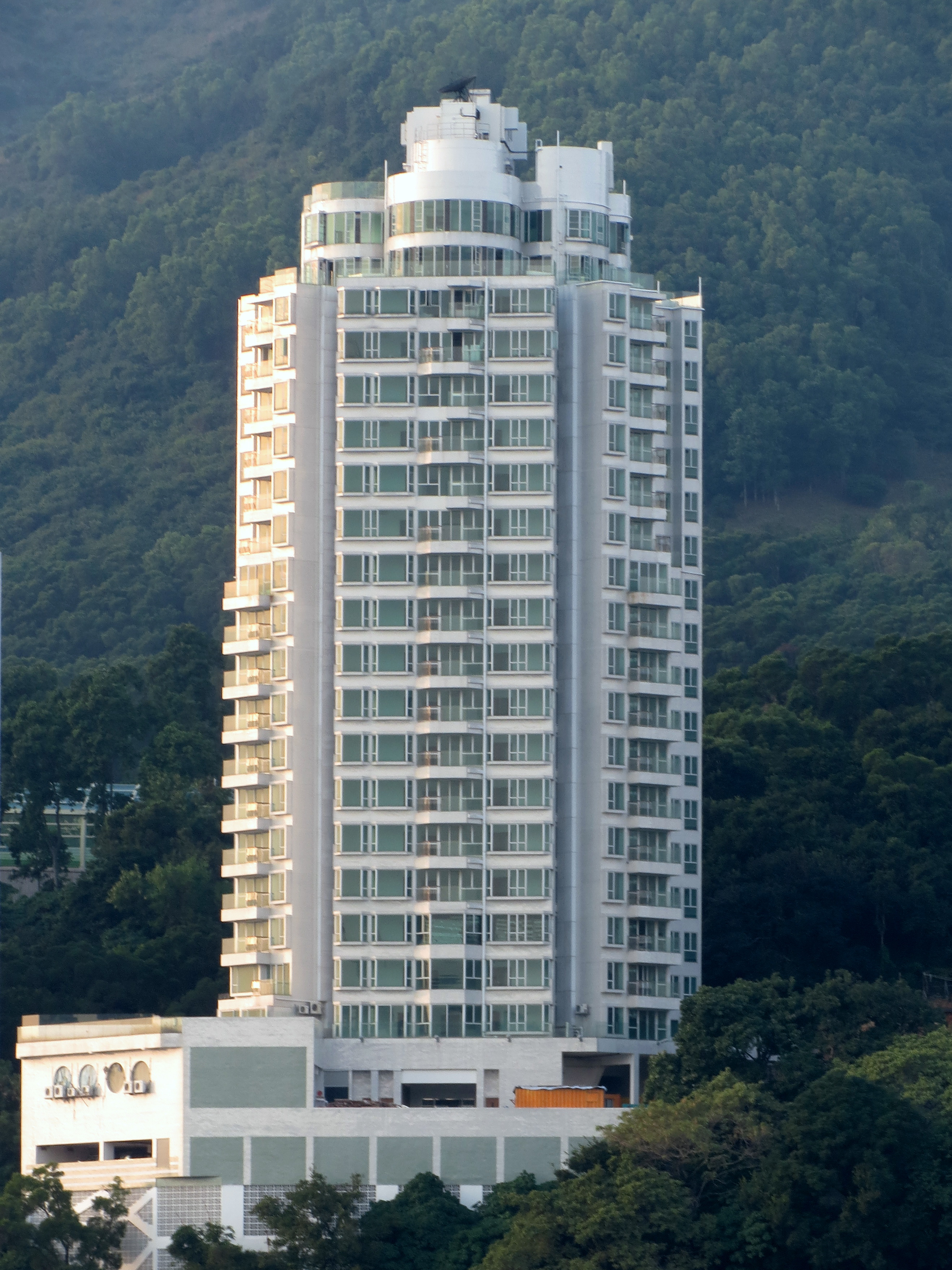
一號九龍山頂

- 卓能廣場（Cheuk Nang 21st Century Plaza），灣仔軒尼詩道250號
- 卓能山莊（Cheuk Nang Lookout），山頂施勳道30號 (Severn Road)B及C號屋
- 卓能中心（Cheuk Nang Centre），尖沙咀山林道9號
- 趙苑（Villa Cecil），摩星嶺域多利道200號
- 卓濤軒（Scenic Crest），梅窩碼頭路18A號
- 一號九龍山頂（One Kowloon Peak），荃灣汀九寶豐臺8號
- 新趙苑（New Villa Cecil），長洲水坑丈量約份地段第1848號

### 中國内地
- 卓能雅苑（Cheuk Nang Garden），中國深圳龍華區民治鎮，由7幢大廈組成，提供約1089個80餘至200餘方米的分層單位（約900至2000多方呎）。

### 澳門
- 路環石排灣（Estrada De Seac Pai Van, Coloane）

### 馬來西亞
- 趙世曾廣場（Cecil Chao Centre, Kuala Lumpur）：

第一期（Parkview）
第二期至第五期（The Central Tower）

## 董事
- 趙世曾，執行主席兼執行董事
- 趙式芝，副主席[1]兼執行董事
- 趙式浩，非執行董事
- 何秀芬，執行董事
- 翁峻傑，執行董事
- 李鼎堯，非執行董事
- 丁午寿，獨立非執行董事
- 林家威，獨立非執行董事
- 孫秉樞，獨立非執行董事

## 外部參考
1. 1 2  . 蘋果日報. 2015年12月8日  [2015年12月9日]. （原始内容存档于2016年6月25日）.（繁體中文）